# 小鳥の結婚式

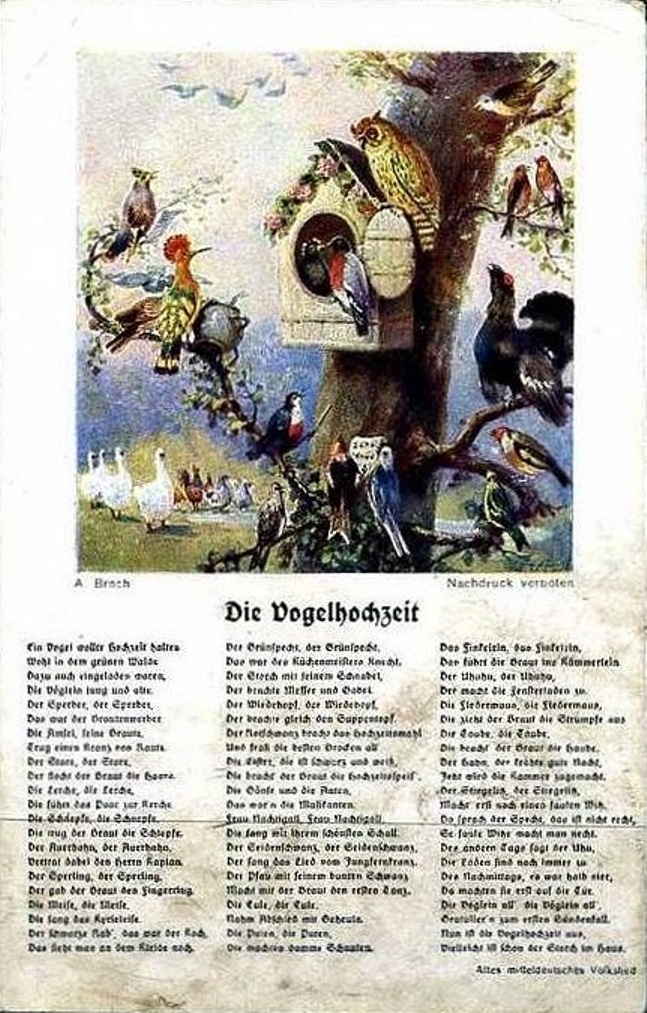
『鳥の結婚式』、アロイス・ブロッホによる絵葉書

小鳥の結婚式（ことりのけっこんしき、ドイツ語: Die Vogelhochzeit）は、ドイツ民謡、童話およびその日本語版。オスのツグミとメスのクロウタドリの2羽の結婚式について歌われている。

## 歴史
中世後期の1470年には既にウィーンハウゼン歌集の中に発見されている。17世紀から19世紀にかけて多くのメロディーで歌われるようになり、現代では最も有名なドイツの民謡の一つとされている。1842年にアウグスト・ハインリヒ・ホフマン・フォン・ファラースレーベンが『シレジアの民謡とメロディー』を出版して以降、特に人気を博した。1976年11月にはイタリアにて開かれた第19回ゼッキーノ・ドーロにてイタリア詞の歌曲として歌われ、同回次の最優秀賞を受賞した。その後、幼稚園や保育園で歌われるほどの人気の童謡となり、2023年時点でも多く歌われているとされている。

## 歌詞
一般的には26番まであるとされているが、35番やそれ以上ある歌詞もある。すべての歌詞に共通するのは、2羽の鳥の結婚式を人間の慣習に倣って描写している点であり、ツグミとクロウタドリの花嫁と花婿が登場し、ハイタカが仲人として二人を引き合わせたとされている。
| ドイツ語歌詞                                                                                        | 直訳                                                                             |
| --------------------------------------------------------------------------------------------------- | -------------------------------------------------------------------------------- |
| Ein Vogel wollte Hochzeit machen in dem grünen Walde. Fiderallala, fiderallala, fiderallalalala.    | 鳥は緑の森で結婚したかったのです。 フィデララ、フィデララ、フィデラララ。        |
| Die Drossel war der Bräutigam, die Amsel war die Braute. Fiderallala, fiderallala, fiderallalalala. | ツグミが花婿で、 クロツグミが花嫁だった。 フィデララ、フィデララ、フィデラララ。 |
| Die Drossel war der Bräutigam, die Amsel war die Braute. Fiderallala, fiderallala, fiderallalalala. | ハイタカ、ハイタカ、 彼は仲人でした。 フィデララ、フィデララ、フィデラララ。     |

## メロディー
前半4小節でメッセージを伝え、後半4小節で「フィデラララ」と祝う構成となっており、これらのメロディーが繰り返される。

## 日本語版
中山知子による日本語詞『小鳥の結婚式』は1965年6月にNHKの「みんなのうた」にて公開された。2021には「NHKみんなのうた名曲100歌～＜1961-1970＞思い出の歌たち～」に収録されている。

## 編曲・変奏曲
この民謡を基にした編曲作品も多く存在し、ディーター・ヴェルマン（Dieter Wellmann）による合唱変奏曲『Die Vogelhochzeit - Chorvariationen in musikalischer Stilfolge』などが知られている。
また、日本においても中山知子により日本語詞『小鳥の結婚式』がNHKにより公開されたほか、Keyによる恋愛アドベンチャーゲーム『Summer Pockets』ではコミカルな歌詞を加えた『紬の夏休み』が使用されている。更に『みんなのうた』では『小鳥の結婚式』として紹介する前の1964年2月に、「日本語詞：早川義郎」「編曲：越部信義」による『ゲレンデの穴』として紹介された。